# Monica Bello
Monica Bello (Melbourne, 16 settembre 1978) è un'ex cestista australiana naturalizzata italiana.

## Carriera
Playmaker di 170 cm, ha giocato nella Serie A1 femminile con la Delta Alessandria, il Rovereto Basket, il Basket Parma e il Cras Taranto.

## Palmarès
- Campionato italiano: 1
Taranto Cras Basket: 2008-09